# Mónica Estarreado
Mónica Estarreado (Madrid, 29 de juny de 1975) és una actriu espanyola, coneguda pels seus papers a La verdad de Laura, Yo soy Bea o Amar es para siempre.

## Filmografia

### Cinema
- Palace (1995)
- En la ciudad sin límites (2002)
- Más de mil cámaras velan por tu seguridad (2003)
- Válido para un baile (2006, curtmetratge)

### Televisió
- El súper (1996-1999)
- Paraíso (2000)
- Año cero (2001)
- Al salir de clase (2001)
- La verdad de Laura (2002)
- Al alcance de su mano (2002)
- De moda (2004-2005)
- 7 vidas (2005)
- A tortas con la vida (2005)
- El comisario (2006)
- Mi querido Klikowsky (2006)
- Yo soy Bea (2006-2009)
- Hospital Central (2009-2012)
- La Reina del Sur (2011)
- Amar en tiempos revueltos (2013)
- Aquí Paz y después Gloria (2014)
- Aída (2014)